# Vendrest
Vendrest ist eine französische Gemeinde mit 673 Einwohnern (Stand: 1. Januar 2022) im Département Seine-et-Marne in der Region Île-de-France. Sie gehört zum Arrondissement Meaux und ist Teil des Kantons La Ferté-sous-Jouarre (bis 2015: Kanton Lizy-sur-Ourcq).
Die Einwohner werden Vendrestois genannt.

## Geographie
Vendrest liegt etwa 18 Kilometer nordöstlich von Meaux und etwa 65 Kilometer nordöstlich von Paris.

### Nachbargemeinden
Umgeben ist Vendrest von den Gemeinden Crouy-sur-Ourcq im Norden, Coulombs-en-Valois im Norden und Nordosten, Dhuisy im Osten, Cocherel im Süden sowie Ocquerre im Westen.

## Bevölkerungsentwicklung
| Jahr      | 1962 | 1968 | 1975 | 1982 | 1990 | 1999 | 2006 | 2017 |
| Einwohner | 433  | 413  | 425  | 390  | 470  | 609  | 703  | 730  |

## Sehenswürdigkeiten
- Kirche Saint-Julien-Saint-Jean-Baptiste mit Glockenturm aus dem 10. Jahrhundert
- Platz mit Brunnen
- Waschhäuser, zum Beispiel das Waschhaus im Ortsteil Chaton

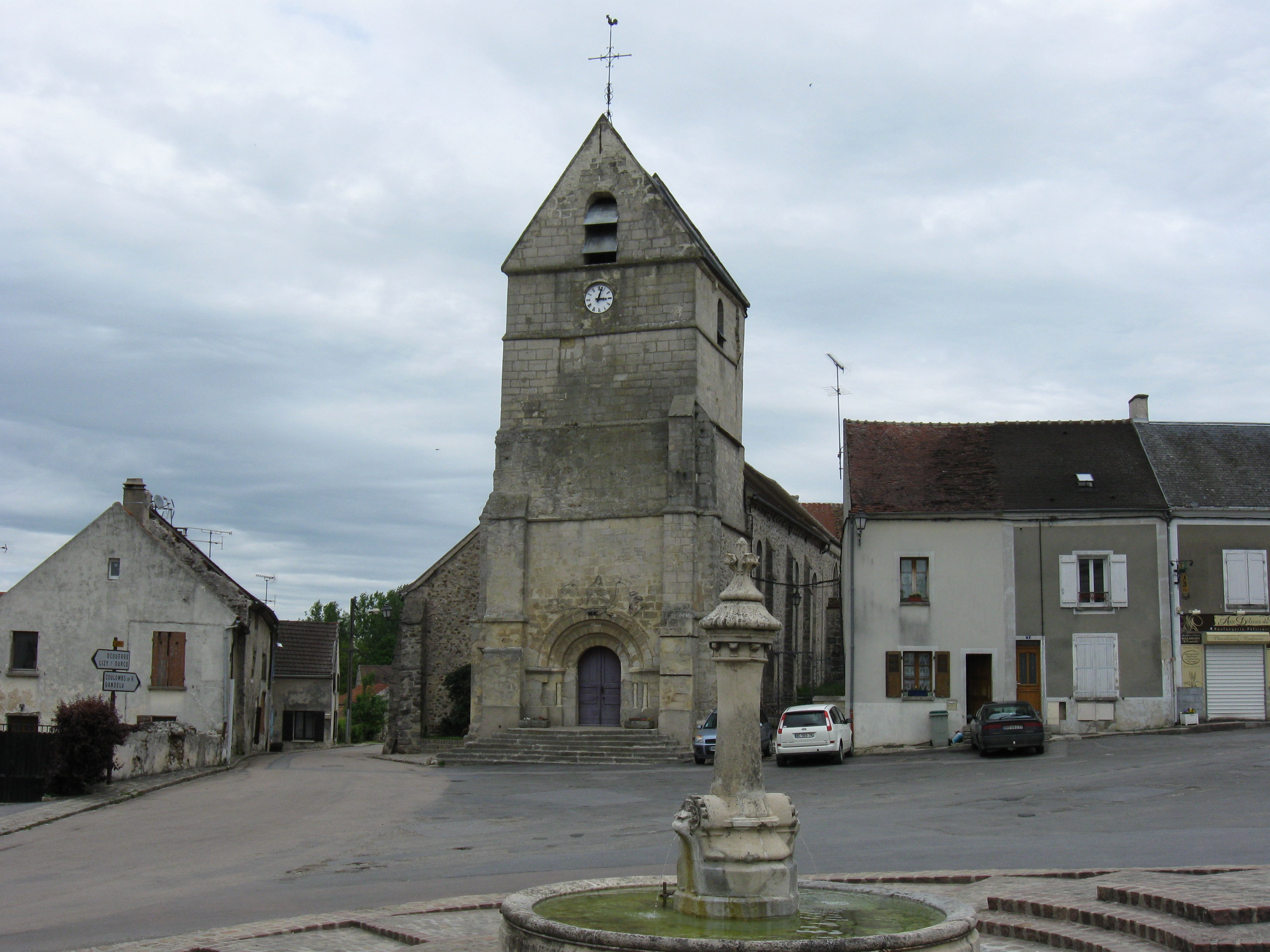
Kirche Saint-Julien-Saint-Jean-Baptiste mit Platz und Brunnen